# Giave
Giave (en sard, Giave) és un municipi italià, dins de la província de Sàsser. L'any 2007 tenia 613 habitants. Es troba a la regió de Meilogu. Limita amb els municipis de Bonorva, Cheremule, Cossoine, Thiesi i Torralba.

## Administració
| Període | Identitat              | Partit        |
| ------- | ---------------------- | ------------- |
| 2006-   | Amedeo Gesuino Scodino | Llista cívica |